# Бегень
Беге́нь (каз. Беген) — село у складі Бескарагайського району Абайської області Казахстану. Адміністративний центр Бегенського сільського округу.
Населення — 1176 осіб (2021; 1579 у 2009, 1740 у 1999, 1962 у 1989).
Національний склад станом на 1989 рік:
- казахи — 100 %